# ميليشيا الشباب (لبنان)
ميليشيا الشباب جماعة مسيحية صغيرة ارتبطت بالقوات اللبنانية وحاربت في الحرب الأهلية اللبنانية بين الأعوام 1978 و1986.

## النشأة
في بداية الفترة الممتدة بين الأعوام 1975-1977 من الحرب الأهلية اللبنانية، تعامل المقاتلون المسلحون في قوى الكتائب النظامية والقوات اللبنانية بدرجة قليلة من الانضباط وضبط النفس مع حالة العنف المتصاعد. ومع تقدم الحرب، بدأت القيادة العسكرية المسيحية بتطبيق أعلى درجات الانضباط على مسلحيها. ونتيجة لذلك، وجد الكثير من المقاتلين أنفسهم مطرودين من قوى الكتائب النظامية والقوات اللبنانية بسبب التمرد والنهب وجرائم أخرى. وادعى إيلي حبيقة رئيس جهاز المخابرات التابع للقوات اللبنانية حديثة النشأة آنذاك وجهاز الأمن أن بعض هؤلا المقاتلين قد قاتلوا بشكل جيد ويجب بقائهم حتى ولو لم يكونوا متوافقين مع البيئة الصارمة المعتادة للخدمة العسكرية. خلال الأعوام 1978-79، بدأ حبيقة بتجنيد نفس هؤلاء المقاتلين وشكل معهم وحدة جديدة أطلق عليها بشكل رسمي بالقوات الخاصة، وكان الغرض منها أن تستخدم للعمليات الخاصة بشكل سري تحت إمرته. استخدمت الوحدة الجديدة ألقاب رسمية مختلفة ومنفصلة عن الهيكل العسكري الرسمي للقوات اللبنانية مع مرور الوقت تماشيًا مع دور حبيقة المتغير، مثل الألقاب التي تطلق على القادة. تم إرسال الوحدة في البداية إلى الجيب الحدودي الخاضع للسيطرة الإسرائيلية في جنوب لبنان لتتلقى تدريب إضافي مدته أسبوعين من قبل قوات الدفاع الإسرائيلية التي رفضتهم بعد بضعة أشهر واتهمتهم بتصرفات تنم عن عدم الانضباط مثل إطلاق النار على حيوانات المزارع المحلية من أجل التخلص من الملل. قطع الإسرائيليون جميع العلاقات الرسمية مع الميليشيا بعد فترة وجيزة من عودتها إلى شرق بيروت، ولكنهم بقوا على اتصال وثيق بحبيقة.

## التشكيلة والتنظيم
كانت ميليشيا الشباب الخاضعة للسيطرة الصارمة من قبل جهاز مخابرات القوات اللبنانية تعتبر أكثر بقليل من كونها مجرد عصابة إجرامية في الشوارع يمتاز أفرادها بخلفياتهم الاجتماعية والاقتصادية المتدنية والمتزعزعة والتعليم المحدود، ولم تستخدم المجموعة تشكيلة عسكرية تقليدية. كان مقر قيادة ميليشيا الشباب شرق بيروت، وقاموا بتنظيم قوى مكونة من 100 رجل تم تنظيمهم في البداية على نحو فضفاض إلى ثلاث مجموعات منفصلة تضم كل واحدة قرابة الثلاثين رجلاً. كانت المجموعة الرئيسية تحت قيادة مارون مشعلاني، وتم تعيينها في مدرسة قديمة على بعد 100 متر من مقر قيادة القوات اللبنانية في الكرنتينا. في حين انتشرت المجموعة الثانية بقيادة جورج ملكو في الأشرفية بالقرب من مستشفى أوتيل ديو دو فرانس، وتمركزت القوة الثالثة بقيادة ميشال زوين بالقرب من محطة السكك الحديدية المركزية القديمة في بيروت.

## قائمة قادة ميليشيا الشباب
- إيلي حبيقة
- جورج ملكو
- مارون مشعلاني
- ميشال زوين

## الأسلحة والمعدات
تم تجهيز ميليشيا الشباب كقوة مشاة خفيفة، وكانت الأزياء الرسمية والمعدات والأسلحة الصغيرة مقدمة من قبل القوات اللبنانية والإسرائيليين الذين قاموا أيضًا بإرسال أعداد ليلة من مركبات البيك أب المسلحة مثل Willys M38A1 و لاند روفر II-III وتويوتا لاند كروزر J40 والتي كانت مسلحة ببنادق الرشاشات الثقيلة HMGs، وبعض البنادق عديمة الارتداد والصواريخ المضادة للطائرات.

## النزاعات
على الرغم من امتلاكهم لخبرة قتالية، إلا أن ميليشيا الشباب قد تعرضت للازدراء من قبل معظم أفراد القوات اللبنانية الذين كانوا يطلقون عليهم ألقاب ساخرة مثل الأباتشي والهنود بسبب سلوكهم العنيف الوحشي الذي استفحل بسبب استهلاكهم للكوكايين والعقاقير المخدرة الأخرى. تورطت المجموعة أيضًا في مجموعة واسعة من جرائم العنف في أوائل الثمانينيات من القرن الماضي، مثل قيامهم بقتل العديد من المختطفين ومذبحة صبرا وشاتيلا في شهر أيلول من العام 1982 جنبًا إلى جنب مع القوات اللبنانية ووحدات جيش لبنان الجنوبي المدعومين من قوات الدفاع الإسرائيلية.

## التفكك
خلال فترة صراع جعجع حبيقة في شهر كانون الثاني من العام 1986، قاتلت حركة الشباب إلى جانب مقاتلين آخرين من القوات اللبنانية الموالية لحبيقة من أجل السيطرة على شرق بيروت، وحصلت مضاربات بينهم وبين زملائهم من القوات اللبنانية بقيادة سمير جعجع ولواء المشاة التاسع التابع للجيش اللبناني في ضاحية الحازمية على الخط الأخضر. بعد هزيمة حبيقة ومواليه من القوات اللبنانية وخروجهم من شرق لبنان على يد فصيل تابع لقوات جعجع، توجهت ميليشيا الشباب للانضمام إلى الفصيل المنشق للقيادة التنفيذية التابعة للقوات اللبنانية وايت تأسست في نفس العام في زحلة في وادي البقاع تحت حماية من الجيش السوري.